# Кубок Украины по футболу 2008/2009
Кубок Украины по футболу 2008—2009 годов (укр. Кубок України з футболу 2008—2009, официальное название — Datagroup-Кубок Украины по футболу) — 18-й розыгрыш кубка Украины, проводился с 16 июля 2008 года по 31 мая 2009 года. Обладателем кубка стала полтавская «Ворскла», обыграв в финале донецкий «Шахтёр» со счётом 1:0.

## Участники
В этом розыгрыше Кубка приняли участие 62 команды чемпионата и обладатель Кубка Украины среди любителей 2007
| Клубы высшей лиги: | Клубы первой лиги: | Клубы второй лиги: | Любительские клубы: |
| --- | --- | --- | ------------------- |
| - «Арсенал» (Киев) - «Ворскла» (Полтава) - «Динамо» (Киев) - «Днепр» (Днепропетровск) - «Заря» (Луганск) - «Ильичёвец» (Мариуполь) - «Карпаты» (Львов) - «Кривбасс» (Кривой Рог) - ФК «Львов» (Львов) - «Металлист» (Харьков) - «Металлург» (Донецк) - «Металлург» (Запорожье) - «Таврия» (Симферополь) - ФК «Харьков» (Харьков) - «Черноморец» (Одесса) - «Шахтёр» (Донецк) | - ПФК «Александрия» (Александрия) - «Волынь» (Луцк) - «Гелиос» (Харьков) - «Десна» (Чернигов) - «Днестр» (Овидиополь) - «Закарпатье» (Ужгород) - «ИгроСервис» (Симферополь) - «Княжа» (Счастливое) - «Коммунальник» (Луганск) - «Крымтеплица» (Молодёжное) - «Нефтяник» (Ахтырка) - «Оболонь» (Киев) - ФСК «Прикарпатье» (Ивано-Франковск) - ПФК «Севастополь» (Севастополь) - «Сталь» (Алчевск) - «Феникс-Ильичевец» (Калинино) - «Энергетик» (Бурштын) | - «Арсенал» (Белая Церковь) - «Арсенал» (Харьков) - «Бастион» (Ильичёвск) - «Буковина» (Черновцы) - «Верес» (Ровно) - «Горняк» (Кривой Рог) - «Горняк-спорт» (Комсомольск) - «Днепр» (Черкассы) - «Днепр-75» (Днепропетровск) - «Еднисть» (Плиски) - «Звезда» (Кировоград) - ФК «Коростень» (Коростень) - «Кремень» (Кременчуг) - «Нафком» (Бровары) - «Нива» (Винница) - «Нива» (Тернополь) - «Олимпик» (Донецк) - «Олком» (Мелитополь) - «Подолье-Хмельницкий» (Хмельницкий) - ФК «Полтава» (Полтава) - «Рось» (Белая Церковь) - «Сталь» (Днепродзержинск) - «Титан» (Армянск) - «Титан» (Донецк) - ЦСКА (Киев) - «Шахтёр» (Свердловск) - «Явор» (Краснополье) | - «Еднисть-2»       |

## Первый предварительный раунд
Матчи первого предварительного этапа состоялись 16 июля 2008 года.
| Команда 1                 | Счёт       | Команда 2                    |
| ------------------------- | ---------- | ---------------------------- |
| «Верес» (Ровно)           | 0:1        | ФК «Коростень»               |
| «Еднисть-2» (Плиски)      | 3:0        | «Горняк-спорт» (Комсомольск) |
| «Арсенал» (Белая Церковь) | 3:1        | «Шахтёр» (Свердловск)        |
| «Полтава»                 | 4:1        | «Арсенал» (Харьков)          |
| «Кремень» (Кременчуг)     | +:−        | «Буковина» (Черновцы)        |
| «Подолье-Хмельницкий»     | 4:0        | «Нафком» (Бровары)           |
| «Олком» (Мелитополь)      | 2:0        | «Днепр-75» (Днепропетровск)  |
| «Титан» (Донецк)          | 0:1        | «Еднисть» (Плиски)           |
| «Нива» (Винница)          | 3:1 (д.в.) | «Титан» (Армянск)            |
| «Сталь» (Днепродзержинск) | 2:0        | «Нива» (Тернополь)           |
| «Рось» (Белая Церковь)    | 1:3        | «Бастион» (Ильичевск)        |
| «Звезда» (Кировоград)     | 1:0        | «Явор» (Краснополье)         |
| «Олимпик» (Донецк)        | 4:1        | «Горняк» (Кривой Рог)        |

## Второй предварительный раунд
Матчи второго предварительного этапа состоялись 4 и 6 августа 2008 года.
| Команда 1                       | Счёт         | Команда 2                     |
| ------------------------------- | ------------ | ----------------------------- |
| 4 августа 2008                  |              |                               |
| «Олимпик» (Донецк)              | 0:4          | «Звезда» (Кировоград)         |
| 6 августа 2008                  |              |                               |
| «Оболонь» (Киев)                | 3:1          | «Нефтяник-Укрнефть» (Ахтырка) |
| «Закарпатье» (Ужгород)          | 4:2          | «Волынь» (Луцк)               |
| «Сталь» (Днепродзержинск)       | 0:2          | ПФК «Александрия»             |
| «Прикарпатье» (Ивано-Франковск) | 0:3          | «Крымтеплица» (Молодёжное)    |
| ПФК «Севастополь»               | 1:2          | «Феникс-Ильичевец» (Калинино) |
| «Олком» (Мелитополь)            | 4:0          | «Еднисть» (Плиски)            |
| «Бастион» (Ильичевск)           | 2:3          | «Нива» (Винница)              |
| «Днепр» (Черкассы)              | 2:3          | «Сталь» (Алчевск)             |
| «Кремень» (Кременчуг)           | 1:1 (п. 2:4) | «Коммунальник» (Луганск)      |
| ФК «Коростень»                  | 1:3          | «Княжа» (Счастливое)          |
| «Подолье-Хмельницкий»           | 1:2          | «Гелиос» (Харьков)            |
| ЦСКА (Киев)                     | 2:1          | ФК «Полтава»                  |
| «Энергетик» (Бурштын)           | 0:1          | «ИгроСервис» (Симферополь)    |
| «Еднисть-2» (Плыски)            | 2:4          | «Днестр» (Овидиополь)         |
| «Арсенал» (Белая Церковь)       | 1:3          | «Десна» (Чернигов)            |

## Турнирная сетка
|  | 1/16 финала 12-14 сентября 2008 | 1/16 финала 12-14 сентября 2008 |  |  | 1/8 финала 28-29 октября 2008 | 1/8 финала 28-29 октября 2008 |                      |                       | 1/4 финала 11-12 ноября 2008 | 1/4 финала 11-12 ноября 2008 |  |  | 1/2 финала 22 апреля, 13 мая 2009 | 1/2 финала 22 апреля, 13 мая 2009 |  |  | Финал 31 мая 2009 | Финал 31 мая 2009 |
|  |                                 |                                 |  |  |                               |                               |                      |                       |                              |                              |  |  |                                   |                                   |  |  |                   |                   |
|  | «Днестр» (Овидиополь)           | 1                               |  |  |                               |                               |                      |                       |                              |                              |  |  |                                   |                                   |  |  |                   |                   |
|  | «Металлист» (Харьков)           | 4                               |  |  | «Металлист» (Харьков)         | 3                             |                      |                       |                              |                              |  |  |                                   |                                   |  |  |                   |                   |
|  | «Коммунальник» (Луганск)        | 0                               |  |  | «Арсенал» (Киев)              | 1                             |                      |                       |                              |                              |  |  |                                   |                                   |  |  |                   |                   |
|  | «Арсенал» (Киев)                | 3                               |  |  |                               |                               |                      | «Металлист» (Харьков) | 2                            |                              |  |  |                                   |                                   |  |  |                   |                   |
|  | «Феникс-Ильичевец» (Калинино)   | 2                               |  |  | «Таврия» (Симферополь)        | 1                             |                      |                       |                              |                              |  |  |                                   |                                   |  |  |                   |                   |
|  | «Кривбасс» (Кривой Рог)         | 1                               |  |  | «Феникс-Ильичевец» (Калинино) | 0                             |                      |                       |                              |                              |  |  |                                   |                                   |  |  |                   |                   |
|  | ЦСКА (Киев)                     | 0                               |  |  | «Таврия» (Симферополь)        | 2                             |                      |                       |                              |                              |  |  |                                   |                                   |  |  |                   |                   |
|  | «Таврия» (Симферополь)          | 3                               |  |  |                               |                               |                      | «Металлист» (Харьков) | 0                            |                              |  |  |                                   |                                   |  |  |                   |                   |
|  | «Десна» (Чернигов)              | 1                               |  |  | «Ворскла» (Полтава)           | 2                             |                      |                       |                              |                              |  |  |                                   |                                   |  |  |                   |                   |
|  | ФК «Харьков»                    | 4                               |  |  | ФК «Харьков»                  | 0                             |                      |                       |                              |                              |  |  |                                   |                                   |  |  |                   |                   |
|  | «Металлург» (Запорожье)         | 2                               |  |  | «Металлург» (Донецк)          | 2                             |                      |                       |                              |                              |  |  |                                   |                                   |  |  |                   |                   |
|  | «Металлург» (Донецк)            | 3                               |  |  |                               |                               | «Металлург» (Донецк) | 0                     |                              |                              |  |  |                                   |                                   |  |  |                   |                   |
|  | «Оболонь» (Киев)                | 1                               |  |  | «Ворскла» (Полтава)           | 1                             |                      |                       |                              |                              |  |  |                                   |                                   |  |  |                   |                   |
|  | «Черноморец» (Одесса)           | 0                               |  |  | «Оболонь» (Киев)              | 1                             |                      |                       |                              |                              |  |  |                                   |                                   |  |  |                   |                   |
|  | «Звезда» (Кировоград)           | 0                               |  |  | «Ворскла» (Полтава)           | 4                             |                      |                       |                              |                              |  |  |                                   |                                   |  |  |                   |                   |
|  | «Ворскла» (Полтава)             | 1                               |  |  |                               |                               |                      | «Ворскла» (Полтава)   | 1                            |                              |  |  |                                   |                                   |  |  |                   |                   |
|  | ПФК «Александрия»               | 1                               |  |  | «Шахтёр» (Донецк)             | 0                             |                      |                       |                              |                              |  |  |                                   |                                   |  |  |                   |                   |
|  | «Карпаты» (Львов)               | 0                               |  |  | ПФК «Александрия»             | 2                             |                      |                       |                              |                              |  |  |                                   |                                   |  |  |                   |                   |
|  | «Крымтеплица» (Молодёжное)      | 1                               |  |  | «Днепр» (Днепропетровск)      | 1                             |                      |                       |                              |                              |  |  |                                   |                                   |  |  |                   |                   |
|  | «Днепр» (Днепропетровск)        | 3                               |  |  |                               |                               | ПФК «Александрия»    | 1                     |                              |                              |  |  |                                   |                                   |  |  |                   |                   |
|  | «Гелиос» (Харьков)              | 0                               |  |  | «Шахтёр» (Донецк)             | 2                             |                      |                       |                              |                              |  |  |                                   |                                   |  |  |                   |                   |
|  | «Закарпатье» (Ужгород)          | 1                               |  |  | «Закарпатье» (Ужгород)        | 1                             |                      |                       |                              |                              |  |  |                                   |                                   |  |  |                   |                   |
|  | «Ильичёвец» (Мариуполь)         | 0                               |  |  | «Шахтёр» (Донецк)             | 4                             |                      |                       |                              |                              |  |  |                                   |                                   |  |  |                   |                   |
|  | «Шахтёр» (Донецк)               | 3                               |  |  |                               |                               | «Шахтёр» (Донецк)    | 1                     |                              |                              |  |  |                                   |                                   |  |  |                   |                   |
|  | «Нива» (Винница)                | 1                               |  |  | «Динамо» (Киев)               | 0                             |                      |                       |                              |                              |  |  |                                   |                                   |  |  |                   |                   |
|  | «Сталь» (Алчевск)               | 4                               |  |  | «Сталь» (Алчевск)             | 2                             |                      |                       |                              |                              |  |  |                                   |                                   |  |  |                   |                   |
|  | «Княжа» (Счастливое)            | 0                               |  |  | ФК «Львов»                    | 0                             |                      |                       |                              |                              |  |  |                                   |                                   |  |  |                   |                   |
|  | ФК «Львов»                      | 2                               |  |  |                               |                               | «Сталь» (Алчевск)    | 1                     |                              |                              |  |  |                                   |                                   |  |  |                   |                   |
|  | «Олком» (Мелитополь)            | 0                               |  |  | «Динамо» (Киев)               | 4                             |                      |                       |                              |                              |  |  |                                   |                                   |  |  |                   |                   |
|  | «Динамо» (Киев)                 | 5                               |  |  | «Динамо» (Киев)               | 2                             |                      |                       |                              |                              |  |  |                                   |                                   |  |  |                   |                   |
|  | «ИгроСервис» (Симферополь)      | 0                               |  |  | «Заря» (Луганск)              | 0                             |                      |                       |                              |                              |  |  |                                   |                                   |  |  |                   |                   |
|  | «Заря» (Луганск)                | 2                               |  |  |                               |                               |                      |                       |                              |                              |  |  |                                   |                                   |  |  |                   |                   |

## 1/16 финала

### Результаты
Матчи проходили 12, 13 и 14 сентября 2008 года.
| Команда 1                     | Счёт       | Команда 2                |
| ----------------------------- | ---------- | ------------------------ |
| 12 сентября 2008              |            |                          |
| «Ильичёвец» (Мариуполь)       | 0:3        | «Шахтёр» (Донецк)        |
| 13 сентября 2008              |            |                          |
| «Десна» (Чернигов)            | 1:4        | ФК «Харьков»             |
| «Феникс-Ильичевец» (Калинино) | 2:1        | «Кривбасс» (Кривой Рог)  |
| ЦСКА (Киев)                   | 0:3        | «Таврия» (Симферополь)   |
| «Княжа» (Счастливое)          | 0:2        | ФК «Львов»               |
| «Коммунальник» (Луганск)      | 0:3        | «Арсенал» (Киев)         |
| «Гелиос» (Харьков)            | 0:1        | «Закарпатье» (Ужгород)   |
| «Олком» (Мелитополь)          | 0:5        | «Динамо» (Киев)          |
| «Металлург» (Запорожье)       | 2:3        | «Металлург» (Донецк)     |
| «Крымтеплица» (Молодёжное)    | 1:3 (д.в.) | «Днепр» (Днепропетровск) |
| «Звезда» (Кировоград)         | 0:1        | «Ворскла» (Полтава)      |
| «Днестр» (Овидиополь)         | 1:4        | «Металлист» (Харьков)    |
| 14 сентября 2008              |            |                          |
| «Оболонь» (Киев)              | 1:0 (д.в.) | «Черноморец» (Одесса)    |
| ПФК «Александрия»             | 1:0        | «Карпаты» (Львов)        |
| «ИгроСервис» (Симферополь)    | 0:2        | «Заря» (Луганск)         |
| «Нива» (Винница)              | 1:4        | «Сталь» (Алчевск)        |

### Результаты матчей
| «Ильичёвец» (Мариуполь) | 0:3   | «Шахтёр» (Донецк)                           |
| ----------------------- | ----- | ------------------------------------------- |
|                         | отчёт | 40′ Жадсон · 69′ Илсиньо · 81′ Луис Адриано |

| «Гелиос» (Харьков) | 0:1   | «Закарпатье» (Ужгород) |
| ------------------ | ----- | ---------------------- |
|                    | отчёт | 47′ (пен.) Ярош        |

| «Металлург» (Запорожье)  | 2:3   | «Металлург» (Донецк)                      |
| ------------------------ | ----- | ----------------------------------------- |
| Вернидуб 5′ · Алозие 16′ | отчёт | 7′ Березовчук · 31′ Сытник · 90′ Тимченко |

| «Феникс-Ильичевец» (Калинино) | 2:1   | «Кривбасс» (Кривой Рог) |
| ----------------------------- | ----- | ----------------------- |
| Патула 31′ · Прокопченко 79′  | отчёт | 75′ Грицук              |

| «Днестр» (Овидиополь) | 1:4   | «Металлист» (Харьков)                 |
| --------------------- | ----- | ------------------------------------- |
| Залевский 83′         | отчёт | 21′, 80′ Девич · 24′, 30′ Жажа Коэльо |

| «Десна» (Чернигов) | 1:4   | ФК «Харьков»                                          |
| ------------------ | ----- | ----------------------------------------------------- |
| Кучеренко 83′      | отчёт | 24′ Рибейро · 66′ Платон · 67′ Батиста · 83′ Бойченко |

| «Крымтеплица» (Молодёжное) | 1:3 (доп. вр.) | «Днепр» (Днепропетровск)             |
| -------------------------- | -------------- | ------------------------------------ |
| Саранчуков 89′ (пен.)      | отчёт          | 9′, 105′ Белик · 93′ (пен.) Феррейра |

| «Олком» (Мелитополь) | 0:5   | «Динамо» (Киев)                                                   |
| -------------------- | ----- | ----------------------------------------------------------------- |
|                      | отчёт | 8′, 71′ Ярмоленко · 14′ Асатиани · 45′ Кравец · 63′ (авт.) Шудрик |

| «Коммунальник» (Луганск) | 0:3   | «Арсенал» (Киев)                      |
| ------------------------ | ----- | ------------------------------------- |
|                          | отчёт | 28′ Лысенко · 44′ Беньо · 89′ Мандзюк |

| ЦСКА (Киев) | 0:3   | «Таврия» (Симферополь)          |
| ----------- | ----- | ------------------------------- |
|             | отчёт | 35′, 45+1′ Гоменюк · 67′ Галюза |

| «Княжа» (Счастливое) | 0:2   | ФК «Львов» (Львов)      |
| -------------------- | ----- | ----------------------- |
|                      | отчёт | 60′ Кицута · 68′ Худзик |

| «Звезда» (Кировоград) | 0:1   | «Ворскла» (Полтава) |
| --------------------- | ----- | ------------------- |
|                       | отчёт | 43′ Ярмаш           |

| «Нива» (Винница) | 1:4   | «Сталь» (Алчевск)                            |
| ---------------- | ----- | -------------------------------------------- |
| Паськив 76′      | отчёт | 33′, 40′ Акименко · 59′ Мищенко · 79′ Шаврин |

| ПФК «Александрия» (Александрия) | 1:0   | «Карпаты» (Львов) |
| ------------------------------- | ----- | ----------------- |
| Шупик 39′                       | отчёт |                   |

| «Оболонь» (Киев) | 1:0 (доп. вр.) | «Черноморец» (Одесса) |
| ---------------- | -------------- | --------------------- |
| Клименко 114′    | отчёт          |                       |

| «ИгроСервис» (Симферополь) | 0:2   | «Заря» (Луганск)                |
| -------------------------- | ----- | ------------------------------- |
|                            | отчёт | 81′ Жуниор Годой · 90′ Каменюка |

## 1/8 финала
Матчи прошли 28 и 29 октября 2008 года.
| Команда 1                     | Счёт          | Команда 2                |
| ----------------------------- | ------------- | ------------------------ |
| 28 октября 2008               |               |                          |
| «Оболонь» (Киев)              | 1:4           | «Ворскла» (Полтава)      |
| 29 октября 2008               |               |                          |
| «Динамо» (Киев)               | 2:0           | «Заря» (Луганск)         |
| «Закарпатье» (Ужгород)        | 1:4           | «Шахтёр» (Донецк)        |
| «Металлист» (Харьков)         | 3:1           | «Арсенал» (Киев)         |
| «Феникс-Ильичевец» (Калинино) | 0:2           | «Таврия» (Симферополь)   |
| ПФК «Александрия»             | 1:1 (пен.6:5) | «Днепр» (Днепропетровск) |
| «Сталь» (Алчевск)             | 2:0           | ФК «Львов»               |
| ФК «Харьков»                  | 0:2           | «Металлург» (Донецк)     |

### Результаты матчей
| «Оболонь» (Киев) | 1:4   | «Ворскла» (Полтава)                                              |
| ---------------- | ----- | ---------------------------------------------------------------- |
| Онисько 14′      | отчёт | 18′ Кулаков · 78′ (авт.) Лозинский · 81′ Кравченко · 90+2′ Сачко |

| «Металлист» (Харьков)                         | 3:1   | «Арсенал» (Киев)         |
| --------------------------------------------- | ----- | ------------------------ |
| Коваль 6′ · Обрадович 28′ (пен.) · Зезе 90+3′ | отчёт | 69′ (пен.) Старгородский |

| «Динамо» (Киев)            | 2:0   | «Заря» (Луганск) |
| -------------------------- | ----- | ---------------- |
| Ярмоленко 16′ · Саблич 21′ | отчёт |                  |

| «Сталь» (Алчевск)          | 2:0   | ФК «Львов» |
| -------------------------- | ----- | ---------- |
| Назаренко 28′ · Гавриш 88′ | отчёт |            |

| «Закарпатье» (Ужгород) | 1:4   | «Шахтёр» (Донецк)                                        |
| ---------------------- | ----- | -------------------------------------------------------- |
| Костюк 71′             | отчёт | 14′ Селезнёв · 48′ Виллиан · 63′ Морено · 87′ (пен.) Рац |

| ПФК «Александрия»                                                               | 1:1 (доп. вр.) | «Днепр» (Днепропетровск)                                           |
| ------------------------------------------------------------------------------- | -------------- | ------------------------------------------------------------------ |
| Постолатьев 38′                                                                 | отчёт          | 24′ Карноза                                                        |
| Пенальти                                                                        |                |                                                                    |
| Шупик · Гитченко · Погорелов · Постолатьев · Тарасенко · Булычёв · Чередниченко | 6:5            | Лёпа · Карноза · Давидсон · Назаренко · Воробей · Пашаев · Денисов |

| ФК «Харьков» | 0:2   | «Металлург» (Донецк)      |
| ------------ | ----- | ------------------------- |
|              | отчёт | 22′ Фабиньо · 62′ Кингсли |

| «Феникс-Ильичевец» (Калинино) | 0:2   | «Таврия» (Симферополь)       |
| ----------------------------- | ----- | ---------------------------- |
|                               | отчёт | 51′ Зборовский · 75′ Гоменюк |

## 1/4 финала
Матчи прошли 11-12 ноября 2008 года.
| Команда 1             | Счёт | Команда 2              |
| --------------------- | ---- | ---------------------- |
| «Сталь» (Алчевск)     | 1:4  | «Динамо» (Киев)        |
| ПФК «Александрия»     | 1:2  | «Шахтёр» (Донецк)      |
| «Металлист» (Харьков) | 2:1  | «Таврия» (Симферополь) |
| «Металлург» (Донецк)  | 0:1  | «Ворскла» (Полтава)    |

### Результаты матчей
| ПФК «Александрия» | 1:2   | «Шахтёр» (Донецк)                   |
| ----------------- | ----- | ----------------------------------- |
| Казанюк 51′       | отчёт | 34′ (пен.) Селезнёв · 90+2′ Гладкий |

| «Сталь» (Алчевск) | 1:4   | «Динамо» (Киев)                        |
| ----------------- | ----- | -------------------------------------- |
| Саблич 67′ (авт.) | отчёт | 14′, 28′ Чернат · 36′, 90+2′ Ярмоленко |

| «Таврия» (Симферополь) | 1:2   | «Металлист» (Харьков)   |
| ---------------------- | ----- | ----------------------- |
| Ковпак 85′             | отчёт | 55′ Зезе · 80′ Тришович |

| «Металлург» (Донецк) | 0:1   | «Ворскла» (Полтава) |
| -------------------- | ----- | ------------------- |
|                      | отчёт | 4′ Кравченко        |

## 1/2 финала
Так как полуфинальный матч «Металлист» — «Ворскла» 22 апреля завершился ничьей, то согласно регламенту соревнования для определения победителя был назначен дополнительный матч на поле «Ворсклы».
Матч «Шахтёр» — «Динамо» должен был состояться 22 апреля, однако был перенесён из-за плотного графика выступлений обеих команд в чемпионате Украины и кубке УЕФА на резервный день 13 мая.
| Команда 1             | Счёт | Команда 2             |
| --------------------- | ---- | --------------------- |
| 22 апреля 2009        |      |                       |
| «Металлист» (Харьков) | 0:0  | «Ворскла» (Полтава)   |
| 13 мая 2009           |      |                       |
| «Шахтёр» (Донецк)     | 1:0  | «Динамо» (Киев)       |
| «Ворскла» (Полтава)   | 2:0  | «Металлист» (Харьков) |

### Результаты матчей
| «Металлист» (Харьков) | 0:0   | «Ворскла» (Полтава) |
| --------------------- | ----- | ------------------- |
|                       | отчёт |                     |

| «Ворскла» (Полтава) | 2:0   | «Металлист» (Харьков) |
| ------------------- | ----- | --------------------- |
| Сачко 12′, 31′      | отчёт |                       |

| «Шахтёр» (Донецк) | 1:0   | «Динамо» (Киев) |
| ----------------- | ----- | --------------- |
| Левандовский 83′  | отчёт |                 |

## Финал
| «Ворскла» (Полтава) | 1:0   | «Шахтёр» (Донецк) |
| ------------------- | ----- | ----------------- |
| Сачко 49′           | отчёт |                   |

| Обладатель Кубка Украины 2008/09 |
| -------------------------------- |
| «Ворскла» (Полтава) 1-й титул    |

## Лучшие бомбардиры
|   | Игрок               | Клуб               | Игры | Голы (пен.) |
| - | ------------------- | ------------------ | ---- | ----------- |
| 1 | Андрей Ярмоленко    | «Динамо»           | 3    | 5           |
| 2 | Константин Дудченко | «Олком»            | 3    | 4 (1)       |
| 3 | Василий Сачко       | «Ворскла»          | 5    | 4           |
| 4 | Владимир Гоменюк    | «Таврия»           | 3    | 3           |
| 5 | Руслан Ярош         | «Закарпатье»       | 3    | 3 (2)       |
| 6 | Александр Акименко  | «Сталь» (Алчевск)  | 4    | 3 (1)       |
| 7 | Юрий Скороход       | «Днепр» (Черкассы) | 1    | 2           |